# Warbound
El Warbound es un grupo de personajes ficticios que aparecen en los cómics estadounidenses publicados por Marvel Comics.

## Historia de publicación
Primero unieron fuerzas en The Incredible Hulk vol. 2, # 94 con el equipo creado por Greg Pak y Carlo Pagulayan.

## Biografía ficticia del equipo

### Planeta Hulk
Al llegar al planeta Sakaar en un estado debilitado (debido a los efectos de atravesar el 'Gran Portal'), a Hulk se le implantó un disco de obediencia. Luego se vio obligado a luchar en la Gran Arena como gladiador, donde el emperador Rey Real de Sakaar intervino y marcó el rostro de Hulk (ganándose su apodo de gladiador "Ciclo verde"). Hulk hizo lo mismo con el monarca, ganando un enemigo. Después de los eventos iniciales en la Arena, Hulk fue sometido a las pruebas de gladiadores del entrenador y ex gladiador Primus Vand, donde se encontró con Korg, Miek el No Salvado, Sin Nombre el Brood, Hiroim el Avergonzado Elloe Kaifi y sus guardaespaldas Lavin Skee. Este grupo de indigentes e indeseables se convirtieron en Warbound desde sus inicios como entretenimiento esclavizado tras la muerte de Lavin Skee, prometiéndose lealtad solo entre ellos, lo que Miek llamó "amigos que luchan por sus amigos".
Después de que el Rey Rojo intentara matarlos en numerosas ocasiones, Warbound escapó cuando un Silver Surfer esclavizado se enfrentó a ellos en la Gran Arena. Hulk rompió el disco de obediencia de su único aliado. Una vez liberado, Silver Surfer usó su poder cósmico para destruir los discos de obediencia de todos los presentes en la arena, permitiendo que Warbound y muchos esclavos escaparan al Bosque Retorcido de Sakaar antes de partir. Después de una prolongada rebelión contra el genocida Rey Rojo, los Guerreros de la Guerra, los rebeldes Imperiales y los nativos de Sakaar derrocó al régimen en Crown City con la muerte del Rey Rojo, colocando a Hulk inicialmente reacio al trono como el Rey Verde. Korg había concluido que solo Hulk tenía la fuerza para mantener unidos a los diferentes pueblos de este mundo. Hulk luego ascendió como gobernante benévolo de Sakaars y Caiera, su esposa, como su reina. También se reveló que Caiera estaba embarazada del hijo de Hulk.
Sin embargo, al igual que todo parecía ir bien, el transbordador que originalmente llevó a Hulk a Sakaar aparentemente funcionó mal, causando que su núcleo warp detonara en una explosión nuclear masiva. Innumerables habitantes de Sakaar murieron casi instantáneamente, dejando a Hulk de pie, ileso, entre las ruinas ardientes de su reino y sosteniendo las cenizas de su esposa y su hijo por nacer. Habiendo prometido estar de pie y luchar lado a lado hasta el final, Warbound se fue con Hulk a la Piedra (una vez perteneciente a la Gente de las Sombras), dirigiéndose directamente a la Tierra para vengarse de los Illuminati que conspiraron para lanzarlo al espacio. En primer lugar, todo lo cual lleva a los acontecimientos de World War Hulk.

### World War Hulk
Tras la devastación en Sakaar, Hulk decidió buscar retribución en la Tierra por los males que había sufrido. Entonces, viajando en un antiguo barco de piedra que adquirieron, él y su Warbound regresaron a la Tierra, buscando a los Illuminati, y para comenzar una nueva vida. Una vez allí, él y su Warbound lanzaron un ultimátum a los Illuminati para que se rindieran y se entregaran para el castigo, después de lo cual, rápidamente tomaron la ciudad de Nueva York (pero permitieron que su población evacuara primero). Durante la ocupación, los Warbound actuaron como los generales de Hulk, ayudando a derrotar a algunos de los superhéroes que habían respondido y acusados de mantener el orden en la ciudad con los civiles restantes que decidieron no evacuar. Si bien eran leales y obedientes a Hulk y sus deseos, intentaron ser lo más honorables posible en el desempeño de esos deberes y solo eran proactivamente ofensivos cuando era necesario. Luego se reunió una reunión en el Madison Square Garden para presenciar la derrota de los Illuminati capturados en una pelea de tipo gladiador. Sin embargo, después de que los Illuminati fueron heridos y derrotados, cuando la batalla final entre Hulk y Sentry comenzó a causar graves daños, Warbound colaboró con los héroes para ayudar a los civiles a evacuar, Warbound no estaba dispuesto a presenciar la muerte de otro mundo. La traición de Miek por negligencia genocida fue revelada, ya que él no había observado y hecho nada de manera directa, mientras que los seguidores leales del Rey Rojo colocaron bombas dentro de la nave de Hulk, lo que desencadenaría una explosión nuclear masiva, causando la destrucción de Sakaar y haciendo que pareciera que habían sido los Illuminati los que habían disparado una bomba para destruir a Hulk. No había intervenido porque creía que era necesario 'recordarle' a Hulk que él era un asesino en lugar de un pacificador, ya que ahora era el rey de Sakaar. Hulk (al darse cuenta de que había sido traicionado y mentido, lo que le hizo culpar a los Illuminati inocentes por la explosión de la nave y luego causó una destrucción injustificada) y Sin Nombre el Brood casi mataron a Miek al enterarse de esto, y los sobrevivientes del Warbound, al darse cuenta de que su acción en la Tierra había sido bajo falsas pretensiones, posteriormente se entregó al gobierno después de la eventual derrota de Hulk. Fueron detenidos por S.H.I.E.L.D., pero luego escaparon después de que Hiroim (con la ayuda de Korg y The Thing) impidiera que Manhattan se rompiera en dos.

### Aftersmash: Warbound
El Warbound apareció en su propia miniserie, titulada World War Hulk Aftersmash: Warbound, en la que Warbound evadió a S.H.I.E.L.D. captura solo para ser teletransportado a Nuevo México por el Líder, quien usó el poder tectónico de Hiroim para activar un escudo de potencia Gamma en una gran parte del desierto. Fueron perseguidos por S.H.I.E.L.D, usando información dada por un Miek incapacitado y encarcelado a la agente de S.H.I.E.L.D., Kate Waynesboro. Atrapado dentro de Mundo Gamma, Warbound unió fuerzas con una compañía local del Ejército de los EE. UU. Para salvar a una ciudad cercana de insectos irradiados (y por lo tanto enormes), y comenzó a sentir los efectos de la radiación gamma. Usando el poder Oldstrong de Hiroim, el grupo logró disipar parte de la radiación, abriendo una brecha en la cúpula del Mundo Gamma a través de la cual los civiles podían escapar. Sin embargo, se vieron interrumpidos por la llegada de una enorme gestalt gamma compuesta por numerosos pobladores y un perro fusionados por la radiación. La criatura, conocida como la Horda, intentó destruir a todos los que intentaron irse, pero la agente Waynesboro la rechazó. Mientras Warbound atacaba al Líder, Hiroim le dijo a Korg que lo matara para destruir la cúpula. Korg destrozó a Hiroim y la cúpula se disipó; Sin embargo, Hiroim se reformó, al igual que la cúpula. El grupo fue atacado por S.H.I.E.L.D. Los robots de centinela, que habían sido puestos bajo el control del líder. En la batalla que siguió, Elloe apuñaló al Líder en el cofre. El Líder entonces absorbió el poder de la Cúpula, convirtiéndose en un gigante de piel gris. Hiroim lo detuvo, matándose en el proceso. Antes de morir, pasó su poder de Oldstrong a Kate, quien protegió a las personas restantes de un monstruo atacante.

### Planeta Skaar
Los Warbound aparecen repentinamente ante Skaar: Hijo de Hulk intentando apelar a él para que deje de buscar a su padre. Skaar los ataca, pero después de que la lucha se calma, comienzan un diálogo. Skaar trata de encontrar una manera de derrotar a su padre, cuando Kate responde con una respuesta simple: "Tú no". Hulk pronto aparece en su personalidad de Bruce Banner tratando de suprimir la personalidad de "Cicatriz verde" que surgió de los eventos de Planeta Hulk. Skaar ataca a Hulk, quien se defiende contra su hijo casi sin esfuerzo durante la mayor parte de la pelea. El daño de la lucha crea una fisura que atraviesa la tierra hacia una planta de energía nuclear. Kate intenta cerrar esta fisura con su poder de Oldstrong, pero carece de maestría para completar la tarea. Skaar (quien termina la pelea con su padre el tiempo suficiente para cerrar la fisura) se va diciendo que Hulk no estaba luchando, probablemente queriendo pelear con la personalidad de la Cicatriz Verde en lugar del Hulk original.

### Tierra Salvaje
Hulk recibe un mensaje de Ka-Zar pidiendo ayuda en la Tierra Salvaje. La amenaza resulta ser una infestación de errores liderada por el antiguo miembro de Warbound, Miek. Después de derrotar a Miek una vez más, el Warbound decide quedarse en la Tierra Salvaje junto con Skaar, ya que la mayoría de los Sakaarans se mudaron allí.

### Civil War II
Durante la historia de Civil War II, Korg, Elloe Kaifi y Sin-Nombre fueron informados de la muerte de Bruce Banner y asistieron a su funeral. Incluyen a Skaar en sus filas y Bruce les entrega una nave espacial de diseño similar al que dejaron en Sakaar.

## Miembros
- Hiroim
- Kate Waynesboro - Infundida con el antiguo poder de Hiroim, Kate Waynesboro es el primer miembro que se agrega después de los eventos en Sakaar.
- Korg
- Elloe Kaifi
- Sin Nombre el Brood
- Skaar - El hijo de Hulk y Caiera, que tiene la misma habilidad que su padre, se unió después de la noticia de la muerte de su padre en Civil War II.

### Miembros anteriores
- Arch-E-5912 - Destruido por su fuego amigo. Su cabeza fue fijada y reactivada por Gene Strausser de Control de Daños.
- Caiera - Esposa de Hulk, madre de sus hijos, asesinada por explosión en Crown City, todavía un ser sensible en el Antiguo Poder.
- Hulk - El exlíder y esposo de Caiera, también el padre de Skaar. Sucedido por Amadeus Cho y asesinado por Clint Barton durante la Segunda Guerra Civil de superhéroes. Pero fue resucitado después.
- Lavin Skee - Protector de Elloe, asesinado por heridas graves infligidas durante la batalla.
- Miek - Expulsado después de haber sido encontrado para haber tenido una mano en la destrucción de Crown City; Se cree que murió después de caer en un pozo sin fondo en la Tierra Salvaje.

## En otros medios

### Televisión
- Una adaptación de Warbound aparece en el episodio "El Planeta de El Líder" de Hulk and the Agents of S.M.A.S.H.. Korg y Miek aparecen entre los esclavos del Líder, mientras que Hiroim es un supervisor de los esclavos controlado por la mente, y se nombró a Elloe Kaifi para trabajar como sirvienta de She-Hulk. Los cuatro de ellos son liberados del control de Líder por los Agentes de S.M.A.S.H.

### Película
- Los Warbound apareció en la película Planet Hulk, directamente en DVD. Sin embargo, Sin-Nombre se eliminó de la alineación debido al límite de tiempo para la película.
- Una versión de Warbound aparece en Thor: Ragnarok. Esta versión de Warbound son guerreros de gladiadores que se enfrentan entre sí en los juegos forzados por el Gran Maestro, planetario de Sakaar.[6]